# Agata Mróz-Olszewska

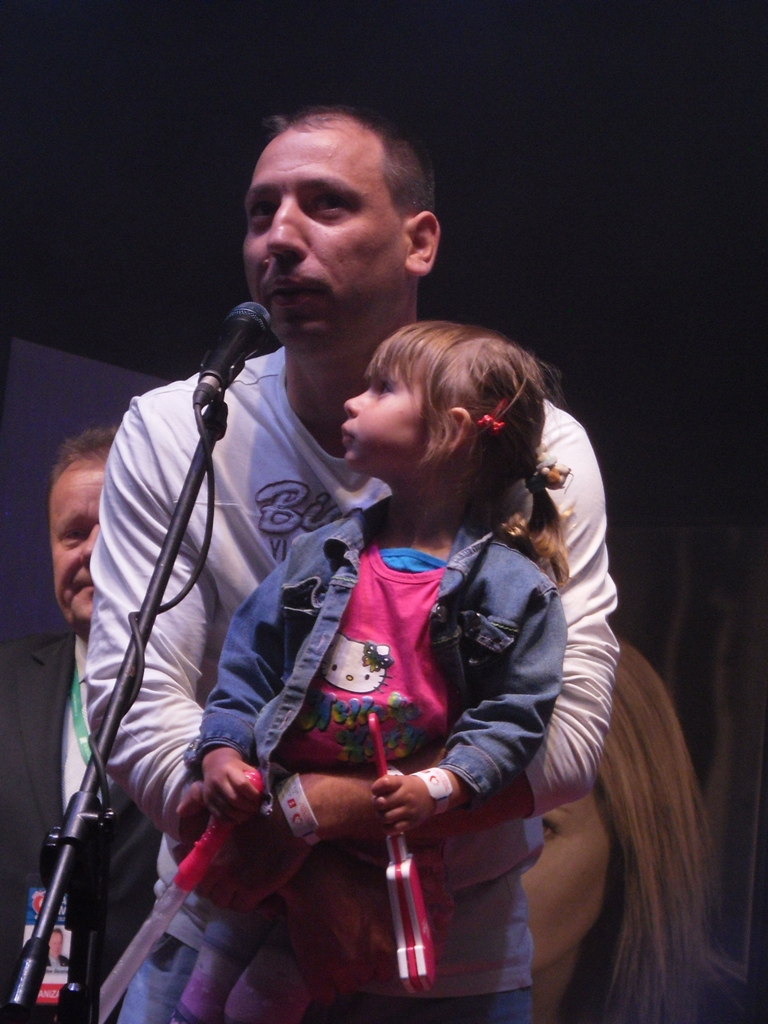
Mąż Jacek Olszewski z córką Lilianą (2010)

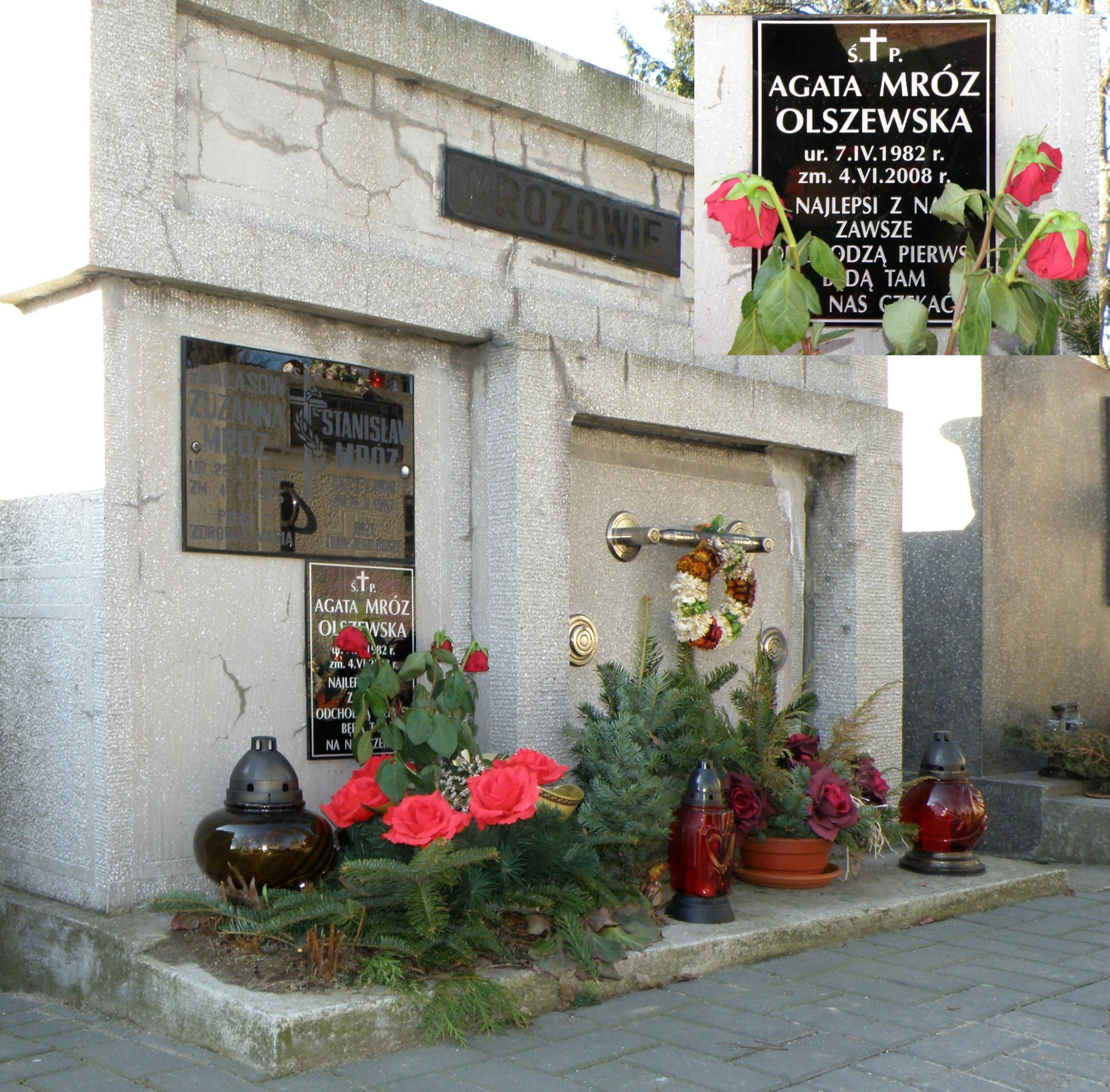
Grób rodzinny na tarnowskim cmentarzu komunalnym w Krzyżu

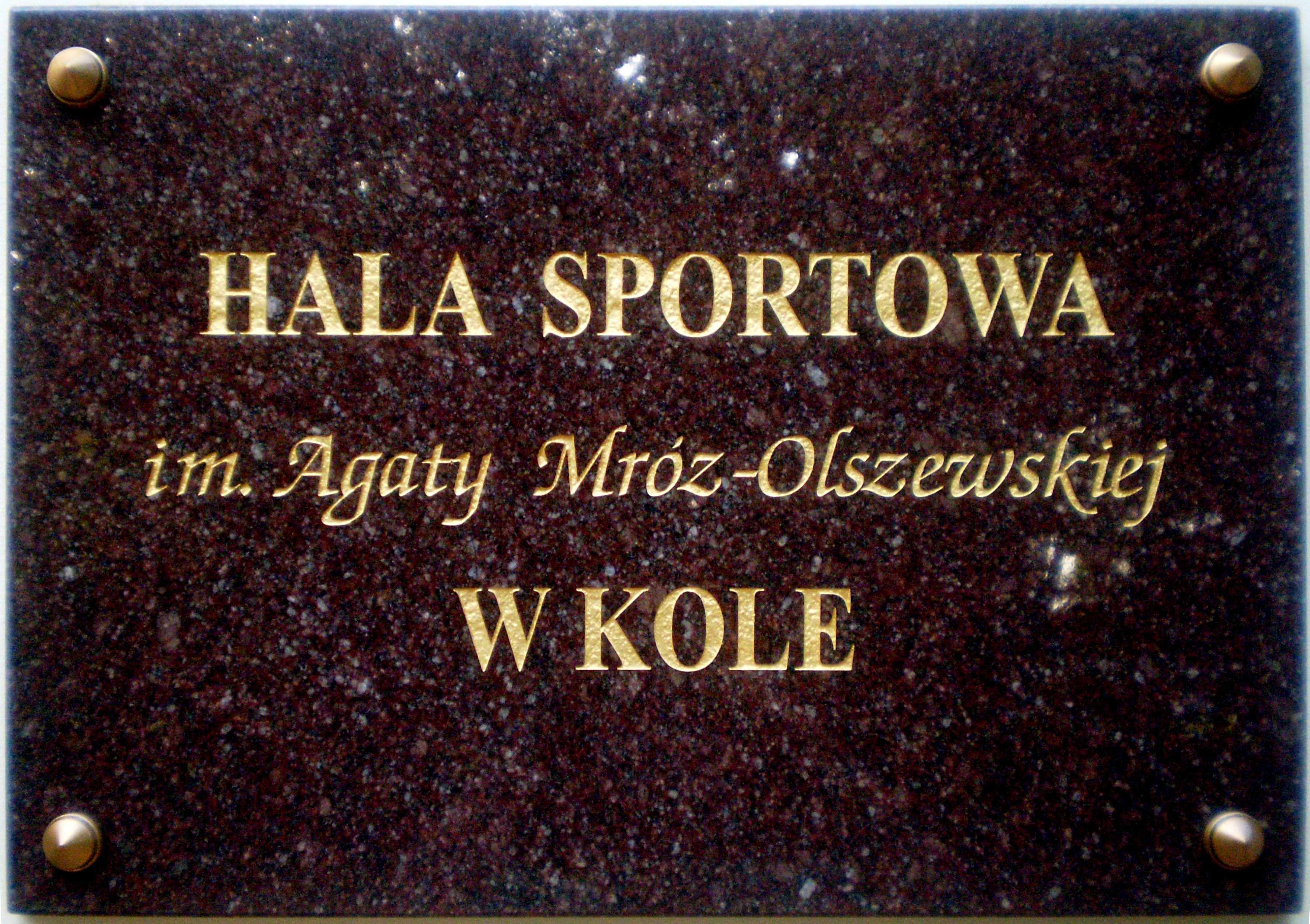

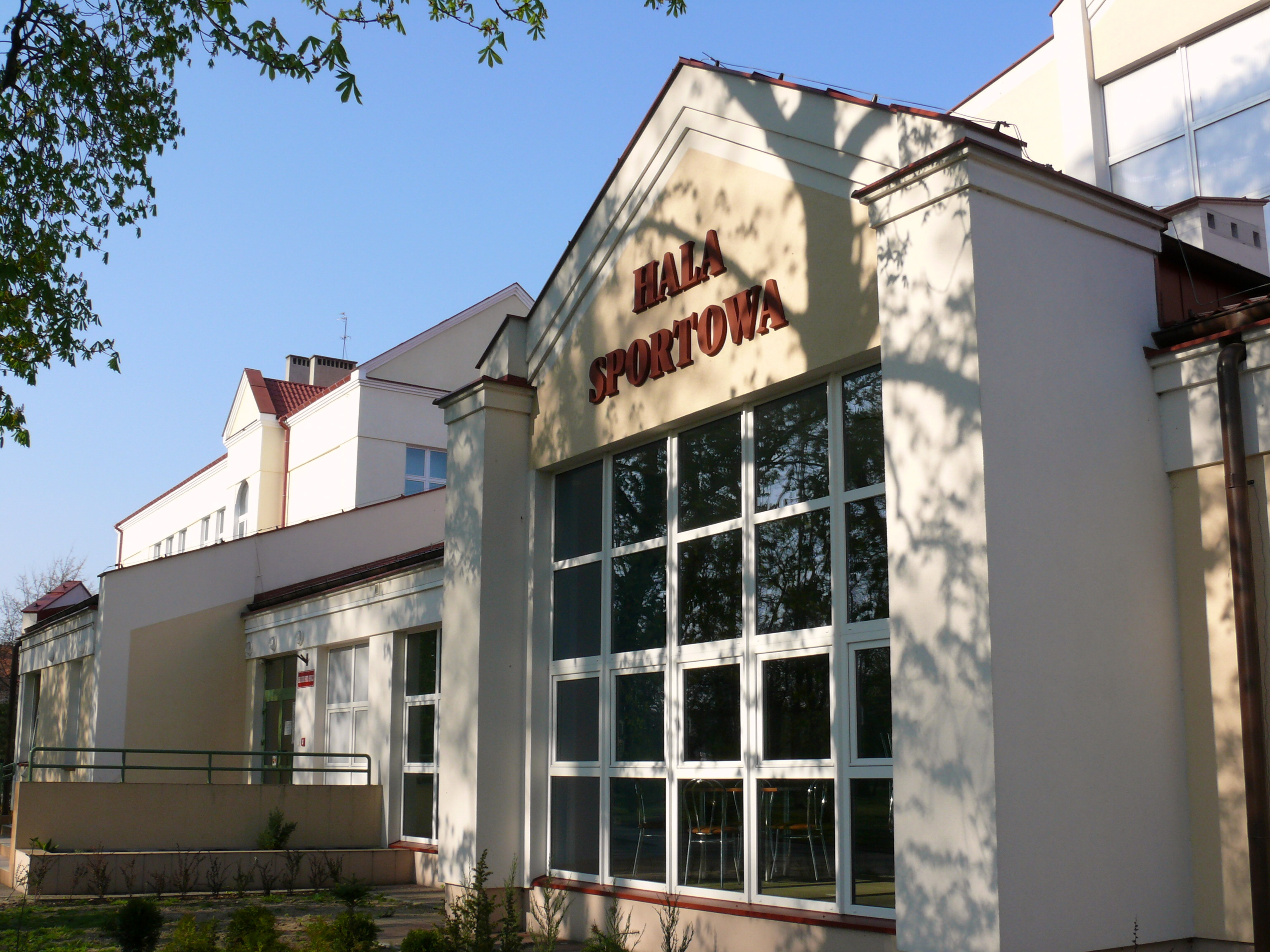
Hala sportowa im. Agaty Mróz-Olszewskiej w Kole.

Agata Danuta Mróz-Olszewska (ur. 7 kwietnia 1982 w Dąbrowie Tarnowskiej, zm. 4 czerwca 2008 we Wrocławiu) – polska siatkarka, 138-krotna reprezentantka Polski w latach 2003–2006, zdobywczyni złotych medali na Mistrzostwach Europy w piłce siatkowej kobiet w 2003 i 2005.

## Życiorys

### Życie prywatne
Urodziła się w Dąbrowie Tarnowskiej, a dzieciństwo i młodość spędziła w Tarnowie, mieszkając przy ulicy Grottgera. W tym mieście rozpoczęła trenowanie siatkówki. Pochodziła ze sportowej rodziny. Oboje rodzice Ryszard i Lucyna uprawiali w młodości sport, siostra Katarzyna jest byłą zawodową siatkarką, a brat Paweł – zawodowym koszykarzem. 
W 2005 wzięła udział w sesji zdjęciowej do grudniowego wydania magazynu „CKM”.
9 czerwca 2007 wyszła za Jacka Olszewskiego, którego poznała w Szczyrku. 12 stycznia 2008 roku ogłosiła, że spodziewa się dziecka. Lekarze doradzali jej, aby usunęła ciążę, na co się nie zdecydowała. 4 kwietnia 2008 urodziła przez cesarskie cięcie córkę Lilianę, która jest wcześniakiem. Liliana Olszewska gra w siatkówkę w klubie rezerwach MKS Energa Kalisz
22 maja 2008 przeszła zabieg przeszczepienia szpiku kostnego w Klinice Transplantacji Szpiku, Onkologii i Hematologii Dziecięcej Akademii Medycznej we Wrocławiu. Zmarła 14 dni po przeszczepie w wyniku posocznicy i związanego z nią wstrząsu septycznego. Została pochowana 9 czerwca 2008 (w 1. rocznicę ślubu) na cmentarzu w Tarnowie-Krzyżu w północnej części miasta, została skremowana.

### Kariera
Karierę sportową zaczynała w Tarnovii, jej pierwszą trenerką była Małgorzata Podstawska. Uczyła się w Szkole Mistrzostwa Sportowego Polskiego Związku Piłki Siatkowej w Sosnowcu. W trzeciej klasie liceum ogólnokształcącego odniosła swój pierwszy ważny sukces – jako kapitanka reprezentacji Polski kadetek w Gdańsku wywalczyła złoty medal. Wiosną 2000 roku przerwała treningi z powodu pierwszych objawów białaczki. Dokończyła trzecią klasę w LO przy SMS i powróciła do Tarnowa, gdzie ukończyła naukę w I LO im. Kazimierza Brodzińskiego.
Po dłuższej przerwie rozpoczęła za namową ojca treningi w drużynie serii B kobiecych rozgrywek siatkarskich w Polsce, akademickiej drużynie z Ostrowca Świętokrzyskiego. Stąd dostała pierwsze powołanie do kadry seniorskiej, co wywołało spore poruszenie, gdyż – mimo sukcesów juniorskich – była niemal nieznaną zawodniczką, podobnie jak jej drużyna AZS WSBiP Ostrowiec Świętokrzyski. Postawa w reprezentacji, w której stanowiła jeden z filarów podczas zwycięskich Mistrzostw Europy (2003), sprawiła, że nieznaną dotąd zawodniczką zainteresowało się wiele czołowych klubów, nie tylko polskich. Mróz zdecydowała się przyjąć propozycję BKS Stal Bielsko-Biała, z którą to drużyną w 2004 roku wywalczyła mistrzostwo Polski, a w latach 2004 i 2006 roku – Puchar Polski. Była wielokrotną reprezentantką Polski w siatkówce. W 2005 roku ponownie wywalczyła złoty medal Mistrzostw Europy. Od 2006 r. występowała w hiszpańskim zespole Gruppo Murcia 2002, z którym w 2007 roku zdobyła m.in. mistrzostwo i Puchar Hiszpanii. W 2007 roku, ze względu na stan zdrowia (mielodysplazja szpiku), przerwała karierę.

### Kluby
| Lata              | Klub                              |                   |                   |                   |                   |                   |                   |                   |                   |                   |
| Kariera juniorska | Kariera juniorska                 | Kariera juniorska | Kariera juniorska | Kariera juniorska | Kariera juniorska | Kariera juniorska | Kariera juniorska | Kariera juniorska | Kariera juniorska | Kariera juniorska |
| ----------------- | --------------------------------- | ----------------- | ----------------- | ----------------- | ----------------- | ----------------- | ----------------- | ----------------- | ----------------- | ----------------- |
| 1995–1997         | MKS Tarnovia                      |                   |                   |                   |                   |                   |                   |                   |                   |                   |
| Kariera seniorska |                                   |                   |                   |                   |                   |                   |                   |                   |                   |                   |
| 1997–2000         | SMS PZPS Sosnowiec                |                   |                   |                   |                   |                   |                   |                   |                   |                   |
| 2002–2003         | AZS WSBiP Ostrowiec Świętokrzyski |                   |                   |                   |                   |                   |                   |                   |                   |                   |
| 2003–2006         | BKS Stal Bielsko-Biała            |                   |                   |                   |                   |                   |                   |                   |                   |                   |
| 2006–2007         | Gruppo Murcia 2002                |                   |                   |                   |                   |                   |                   |                   |                   |                   |

### Sukcesy klubowe
Puchar Polski:
- 2004, 2006

Mistrzostwo Polski:
- 2004

Superpuchar Hiszpanii:
- 2006

Puchar Hiszpanii:
- 2007

Puchar Top Teams:
- 2007

Mistrzostwo Hiszpanii:
- 2007

### Sukcesy reprezentacyjne
Mistrzostwa Europy Kadetek:
- 1999 (kapitan reprezentacji)

Mistrzostwa Europy Juniorek:
- 2000

Mistrzostwa Europy:
- 2003, 2005

## Odznaczenia, uhonorowanie, upamiętnienie
22 listopada 2005 roku prezydent Aleksander Kwaśniewski odznaczył ją Złotym Krzyżem Zasługi za „wybitne zasługi dla rozwoju sportu”. Prezydent Lech Kaczyński nadał jej pośmiertnie Krzyż Kawalerski Orderu Odrodzenia Polski za „wybitne osiągnięcia sportowe i heroiczną postawę w walce z nieuleczalną chorobą”, jednak mąż zmarłej, Jacek Olszewski, odmówił przyjęcia odznaczenia. 9 czerwca 2008 roku podczas ceremonii pogrzebowej w Tarnowie stwierdził, że nie chciałby, aby uroczystość nabrała politycznego wymiaru, a odznaczenie jego zdaniem powinni otrzymać lekarze, którzy opiekowali się Agatą Mróz.
W 2008 roku głosami kibiców została uhonorowana nagrodą Siatkarski Plus w kategorii Osobowość polskiej siatkówki 2007 roku.
Imię Agaty Mróz-Olszewskiej w czerwcu 2009 roku otrzymała hala sportowa w Kole. Jej nazwisko nosi też hala widowiskowo-sportowa w Dąbrowie Tarnowskiej, a od 2014 także podobny obiekt w Brzostku. Została również patronką szkół publicznych; była patronką gimnazjum w Średniem Dużem i w Bobolicach (woj. zachodniopomorskie). Po reformie edukacji została patronką szkół podstawowych w Niemczu (woj. kujawsko-pomorskie), w Lgocie Górnej w gminie Koziegłowy (woj. śląskie), Szkoły Podstawowej Nr 22 w Sosnowcu (woj. śląskie) (od 29 maja 2014 r.). Od października 2016 jej imię nosi Szkoła Mistrzostwa Sportowego Polskiego Związku Piłki Siatkowej w Szczyrku. Ma także ulicę nazwaną jej imieniem w Biłgoraju. Od jesieni 2021 jest patronką ulicy prowadzącej do kompleksu sportowego w tarnowskiej dzielnicy Mościce.
11 maja 2012 roku premierę miał film biograficzny Nad życie inspirowany życiem Mróz i jej walką z chorobą. W rolę sportsmenki wcieliła się Olga Bołądź.
Jest kandydatką do beatyfikacji. 
W 2021 została uhonorowana do drużyny 15-lecia Liga Siatkówki Kobiet.

### Memoriał Agaty Mróz-Olszewskiej
Pod koniec 2009 roku został rozegrany Memoriał Agaty Mróz-Olszewskiej. W turnieju wzięły udział polskie i zagraniczne zespoły, m.in. zawodniczki ówczesnego mistrza Polski MKS Muszynianki Muszyna, wicemistrza i zdobywcy Pucharu Polski BKS Aluprof Bielsko-Biała oraz zespoły ZOK Rijeka (mistrz Chorwacji) i Palma Volley Mallorca (wicemistrz Hiszpanii). Patronat nad memoriałem objęły trzy prezydentowe – Maria Kaczyńska, Jolanta Kwaśniewska i Danuta Wałęsa.
Od 17 do 19 września 2010 w Spodku odbyła się druga edycja Memoriału, w którym wzięły udział reprezentacje narodowe kobiet z Czech, Chorwacji, Serbii i Polski. Zawody, nad którymi patronat objęła Europejska Konfederacja Piłki Siatkowej, rozgrywane były o puchar Prezesa Polskiego Związku Piłki Siatkowej. O oprawę artystyczną zadbali m.in. Zespół Pieśni i Tańca „Śląsk”, Feel, Kabaret Rak oraz podopieczni Fundacji Anny Dymnej „Mimo Wszystko”. Swój udział w wydarzeniu potwierdziły także fundacje: Fundacja Wielkiej Orkiestry Świątecznej Pomocy, Fundacja „Okularnicy” im. Agnieszki Osieckiej, Fundacja „Iskierka” i Fundacja Rozwoju Kardiochirurgii im. prof. Zbigniewa Religi.
W 2016 roku odbyła się kolejna edycja Memoriału.

## Filmografia
- Lekcja Agaty
- Nad życie (2012)